# Hugo Strauch
Hugo Strauch (* 9. Mai 1886 in Köln; † unbekannt) war ein deutscher Schriftsteller.

## Leben
Hugo Strauch war Zolloberinspektor in Köln. Daneben verfasste er historische Romane und Erzählungen.

## Werke
- Valentins Magnificat, Köln 1924
- Von Päpsten, Künstlern und Landsknechten, Köln 1925
- Die tolle Stadt, Münster i.W. 1926
- Der Weg zur Heimat, Kevelaer 1926
- Bischofsfahrt wider Rom, Kevelaer (Rhld) 1929